# أريحا (فلم)
أريحا هو فيلم درامي ألماني عام 2008 من تأليف وإخراج كريستيان بيتزولد. إنه مستوحى بشكل فضفاض من الرواية الأمريكية ساعي البريد يرن دائما مرتين (1934) لجيمس إم كاين.
تمت دعوة الفيلم إلى مسابقة مهرجان البندقية السينمائي الخامس والستين، كأول فيلم يتم عرضه، وتم ترشيحه أيضًا لجائزة الفيلم الألماني لعام 2009 في فئتي أفضل فيلم روائي طويل وأفضل مخرج.  كان العرض الألماني الرسمي الأول في 8 يناير 2009. كانت العروض الأمريكية باللغة الألمانية مع ترجمة باللغة الإنجليزية. كما يوحي العنوان، تدور أحداث الفيلم في مدينة أريحا الألمانية.

## ملخص القصة
توماس، المحارب الألماني المخضرم في الحرب في أفغانستان، يساعد علي، رجل الأعمال التركي، بعد تحطم سيارته بسبب القيادة في حالة سكر. يستأجر علي توماس، ويبدأ توماس ولورا، زوجة علي، في إقامة علاقة غرامية. مع تطور الدراما، يبدأ العنف.

## طاقم التمثيل
- بينو فورمان في دور توماس
- نينا الحص في دور لورا
- حلمي سوزر بدور علي أوزكان
- أندريه هنيك في دور ليون
- كلوديا جيزلر كمساعد ديني
- ماري غروبر في دور أمين الصندوق
- كنوت بيرجر كشرطي

## النقد
أحب ويسلي موريس، كاتب في صحيفة بوسطن غلوب، الفيلم على الرغم مما أسماه بالرومانسية السخيفة وحتى التشويق الأكثر ذكاءً. في مراجعة لـ فيلادلفيا ويكلي، أعطى Matt Prigge الفيلم مراجعة مختلطة مع تصنيف B. أثنى رودريك كونواي موريس، من إنترناشيونال هيرالد تريبيون، على أداء الممثلين الثلاثة. أعطى روجر إيبرت الفيلم مراجعة إيجابية، قائلاً «بيتزولد، الذي كتب السيناريو أيضًا، لا يصنع أفلام إثارة من المستوى الأول، وقد تكون شخصياته أذكى منا، أو أغبى».

## روابط خارجية
- Jerichow  في قاعدة بيانات الأفلام على الإنترنت (بالإنجليزية)